# Wenceslaus Linck
Wenceslaus Linck (rodným jménem Wentzl Bernard Linck, 29. března 1736 Nejdek – 8. února 1797 Olomouc) byl česko-německý jezuitský učenec, misionář a geograf. Stal se jedním z prvních, kdo důkladně geograficky prozkoumal a zmapoval poloostrov Baja California v Novém Španělsku v pozdějším Mexiku.

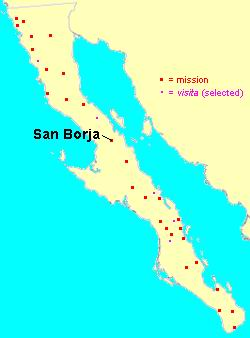
Umístění Mission San [Franciso de] Borja založené Linckem

## Životopis

### Raná léta
Narodil se a byl pokřtěn v Nejdku v severozápadních Čechách jakožto syn soudce a starosty města Wenzela Prokopa Lincka († 1771) a jeho druhé manželky Anny Cathariny. 
Pravděpodobně pak studoval na jezuitské koleji Klementinum v Praze, které bylo v té době velmi vyspělým vědeckým a humanistickým centrem v Evropě. V 18 letech v noviciátu v Brně vstoupil do jezuitského řádu, následně zde a poté v Praze pokračoval ve studiu filozofie.

### V Novém Španělsku
V roce 1755 byl vyslán do Nového Španělska jako misionář. Linck pokračoval ve studiích v letech 1756 až 1761 v Mexico City a Pueble, zatímco se zdokonaloval ve španělštině. V roce 1762 byl poslán do misie Santa Gertrudis la Magna, jejíž oblast Fernando Consag před několika lety na své misi prozkoumal, a kde ho přijal Jorge Retz. Ten jej zde naučil jazyk domorodé etnické skupiny Cochimí, což bylo považováno za obzvláště obtížné, Linck však jazyk obstojně ovládl.
Retz, obeznámený s oblastí Adac, kterou objevil v roce 1758, vyslal Lincka, aby založil misii San Francisco Borja de Ádac v Baja California. Linck místa dosáhl a v roce 1762 zde nechal postavit první budovu z nepálených cihel. Místo se nacházelo poblíž pramenů Ádac, jeden z nich termálního původu, rovněž oplývalo celou řadou ovocných druhů stromů a keřů. Propagoval chov dobytka, zemědělství, vysazoval vinice a vyráběl víno, což do oblasti vábilo další osadníky, především z řad chovatelů dobytka a vojáků. Dalších pět let řídil stanici a řídil expedice ku zbudování nových misií. Proti tomu se zpočátku se zbraněmi v rukou hájili zdejší domorodí obyvatelé oblasti, postupem času však jejich nepřátelství opadlo a do sboru misie se následně se přidalo až 2000 domorodců.
Později některé tyto misie přestavěli dominikáni se zdivem z kamene, o čemž svědčí některé dodnes dochované pozůstatky.

Historické rozšíření jazyků Yumano-Cochimí ve Spojených státech amerických a v Mexiku

Linck, stejně jako jeho předchůdci, prozkoumal celé okolní území a informoval o lokalitách jako Isla Ángel de la Guarda, Laguna Chapala, Cataviñá, Jaraguay, velká část pobřeží Tichého oceánu mezi rovnoběžkami 29 a 30, stejně jako Sierra de San Pedro Mártir, které dosáhl v roce 1766. 8. března tohoto roku pokřtil lokalitu Cerro de San Juan de Dios, jedno z mála původních toponym pojmenovaných tímto misionářským průzkumníkem. Odtamtud cestoval po zemi do přístavu San Felipe, přičemž jako první na toto místo dorazil po zemi ze západního pobřeží poloostrova. Na své výpravě k řece Colorado založil misii Velicatá. Daleko od San Borja vytvořil další menší misie v Calamajué (Naše Paní ze Columny, 1766) a v Cabuja-Caamang (1767), které pak nazval Santa María de los Ángeles .
Kartograficky zaznamenal rozsháhlé oblasti a odkázal takové dokumenty svým nástupcům. Byl prvním známým Evropanem, který udržoval, zaznamenal a ohlásil kontakt s kmenem Kiliwas. Do svých deníků si dělal etnografické poznámky o jejich zvycích, geografii, některých domorodých pojmech či různých aspektech jejich každodenního života.
Aby konečně vyřešil otázku, zda je Baja California ostrov, nebo poloostrov, podnikl Linck ambiciózní pokus dosáhnout dolního toku řeky Colorado, ale selhal. Jejich průzkumy a záznamy usnadnily expanzi a zakládání nových misí.

### Poslední roky
Na příkaz španělského krále Karla III v rámci snah o zrušení celého řádu byl spolu se svými misionářskými bratry vyloučen z Tovaryšstva Ježíšova v roce 1767. Počátkem roku 1768 byl pak vyhoštěn do Evropy a opustil Nové Španělsko, aby následujícího roku, mj. spolu s bratry Franciscem Ducruem, Juanem Jacobem Baegertem, Juanem Xavierem Bischoffem, Lamberto Hostellem, Franciscem Inamou, Jorgem Retzem a Ignaciem Tirschem, přijeli do českých zemí, zemi jeho původu. Linck se usídlil v Olomouci, kde vykonával funkci faráře a strávil zde tak zbytek svého života. 
Zemřel 8. února 1797 v Olomouci a byl zde také pohřben.

## Pocty a uznání
- V roce 1992 byla v Ensenada v Baja California na jeho počest umístěna pamětní deska na budově Riviera Cultural Civic Center.
- V roce 2015 se na počest tohoto misionáře-průzkumníka konal IV Festival of Antigua California, který nabídl dva koncerty ve Státním centru umění (Cearte).